# Advantam
Advantam ist ein synthetischer Süßstoff mit hoher Süßkraft, der vom japanischen Unternehmen Ajinomoto Co., Inc. entwickelt wurde. Die chemische Struktur leitet sich von Aspartam und Isovanillin ab.

## Entdeckung
Das Lebensmittelunternehmen Ajinomoto hatte zum Ziel, einen stark süßenden Süßstoff mit erwünschtem Geschmacksprofil zu entwickeln. Das Produkt sollte sich dabei vom Süßstoff Aspartam ableiten. Es wurde zuerst nach Leitstrukturen mit den richtigen Eigenschaften gesucht, welche dann weiter optimiert wurden. Dazu wurden auch Computermodelle zu Hilfe genommen sowie die Struktur-Wirkungs-Beziehungen möglicher Moleküle auf den Süßrezeptor untersucht. Durch mehrere Screenings wurde so aus mehreren hundert Strukturen Advantam ausgewählt. Dabei wurde vor allem auf Kriterien wie Süßkraft, Geschmacksqualität und Möglichkeiten der industriellen Herstellung sowie der Metabolismus im menschlichen Körper eingegangen. Im Jahr 2008 wurde die Struktur des Advantams erstmals (noch unter dem Laborcode ANS9801) veröffentlicht.

## Herstellung
Die industrielle Herstellung von Advantam erfolgt dreistufig: Aufbau von trans-Isoferulasäure (HMCA) aus Isovanillin über mehrere Reaktionsschritte, Hydrierung von HMCA zu 3-(3-Hydroxy-4-methoxyphenyl)propanal (HMPA), Umsetzung von HMPA mit Aspartam und Hydrierung mittels Wasserstoff unter Zuhilfenahme eines Platin-Katalysators. Anschließend wird das Produkt rekristallisiert und die Kristalle abgetrennt, gewaschen und getrocknet.

## Eigenschaften
Advantam ist ein weißer bis gelber Feststoff. In trockener Form ist es sehr stabil, bei niedrigeren pH-Werten wie zum Beispiel in Softdrinks baut es sich hingegen schneller ab, es ist hier ähnlich stabil wie Aspartam. Der Schmelzpunkt liegt bei 101,5 °C, die Wasserlöslichkeit ist mäßig (ca. 1 g/Liter bei 25 °C), bessert sich aber bei Erwärmung.
Die relative Süßkraft von Advantam ist konzentrationsabhängig und liegt zwischen ca. 7000 und 48000 (im Vergleich zu einer Saccharose-Lösung gleicher Konzentration). Es ist damit zwischen 70 und 120-fach süßer als Aspartam. In deskriptiven Geschmacksanalysen wurde festgestellt, dass Advantam nur süß schmeckt und keinen Fehlgeschmack (off-flavor) aufweist. Der Geschmack ähnelt dem des Aspartam, jedoch ist der Nachgeschmack länger anhaltend.  Advantam wirkt außerdem geschmacksverstärkend, z. B. für Minze und Zitrusaromen, und dämpft bitteren Beigeschmack.
Der Brennwert von Advantam ist vergleichbar mit dem von Proteinen (4 kcal/g), jedoch ist dieser durch die sehr niedrige Einsatzmenge vernachlässigbar.

## Zulassung
Advantam ist in den USA und in Europa (seit 2014) zugelassen und wird als Lebensmittelzusatzstoff E 969 vermarktet. Die zulässigen Höchstmengen sind abhängig vom Lebensmittel, es gilt eine generelle Tageshöchstdosis (ADI) von 5 mg pro kg Körpergewicht.
Durch die Ableitung von Aspartam ist auch Advantam eine Quelle für Phenylalanin und muss bei Phenylketonurie prinzipiell (aufgrund der geringen Menge aber nicht streng) berücksichtigt werden.